# Baruch Ashlag
Baruch Shalom HaLevi Ashlag, também conhecido como Rabash foi um cabalista, primogênito e sucessor do rabbi Yehuda Ashlag, conhecido como Baal HaSulam, o autor do comentário Sulam "Escada" sobre o Livro do Zohar. Entre os escritos de Rabash estão: Shlavey ha Sulam (Degraus da Escada), Dargot ha Sulam (Passos da Escada), Igrot Rabash (Cartas do Rabash).

## Sua vida
Rabash nasceu em Varsóvia, Congresso da Polônia, Império Russo em 22 de janeiro de 1907. Ele começou sua Cabalá estudando com os alunos selecionados de seu pai, o rabino cabalista Yehuda Ashlag. Tinha nove anos e se juntou a ele em suas viagens ao rabino de Porisov e ao rabino de Belz na atual Polônia. Em 1921, aos 13 anos, imigrou com sua família para a Terra de Israel, e lá continuou seus estudos na instituição hassídica Torat Emet.
Rabash foi ordenado como rabino aos 20 anos pelos rabinos-chefes de Israel na época, Abraão Isaac Kook, Yosef Chaim Sonnenfeld e Yaakov Moshe Harlap.  Ele não queria usar o conhecimento da Torá que adquirira para ganhar a vida. Durante a maior parte de sua vida, ele foi um trabalhador simples, fazendo trabalhos na estrada, obras de construção e trabalho administrativo de baixo nível. Quando o Rabash cresceu, tornou-se o principal discípulo de seu pai, juntou-se a seu pai (Yehuda Ashlag, autor do comentário Sulam sobre O Livro do Zohar) em suas viagens, fez as tarefas de seu pai e supriu todas as necessidades de seu pai.
Rabash costumava estudar com seu pai em particular e o que ouvira escrevia em seu caderno pessoal. Assim, milhares de notas únicas foram acumuladas, nelas ia documentando as explicações do seu pai sobre o trabalho espiritual de um indivíduo. (Deve ser salientado que o rabino Yehuda Ashlag é considerado um dos principais Cabalistas do século XX. Ele é conhecido como Baal HaSulam (Mestre da Escada) por seu comentário Sulam (Escada) sobre O Livro. do Zohar.
Rabash estudou Cabalá com seu pai por mais de trinta anos. Quando seu pai o Baal HaSulam adoeceu, ele o nomeou para ministrar as lições aos talmidim (singular: Talmid) em seu lugar. Após o falecimento de Baal HaSulam, Rabash sucedeu ao seu pai como líder dos Ashlag Hasidim, e dedicou sua vida a continuar o caminho único dele, interpretando e expandido os seus escritos, disseminando a Cabalá entre eles e as pessoas (no sentido geral).
Devido à disputa relativa ao direito de publicar O Livro do Zohar com o comentário Sulam que seu pai havia escrito, Rabash deixou Israel por três anos, passando a maior parte do tempo no Reino Unido. Durante esse período, ele também manteve discussões com os rabbi Menachem Mendel Schneerson de Lubavitch e rabbi Joel Teitelbaum de Satmar e outros rabinos proeminentes. Também ensinou Cabalá em Gateshead e em outras cidades do Reino Unido.

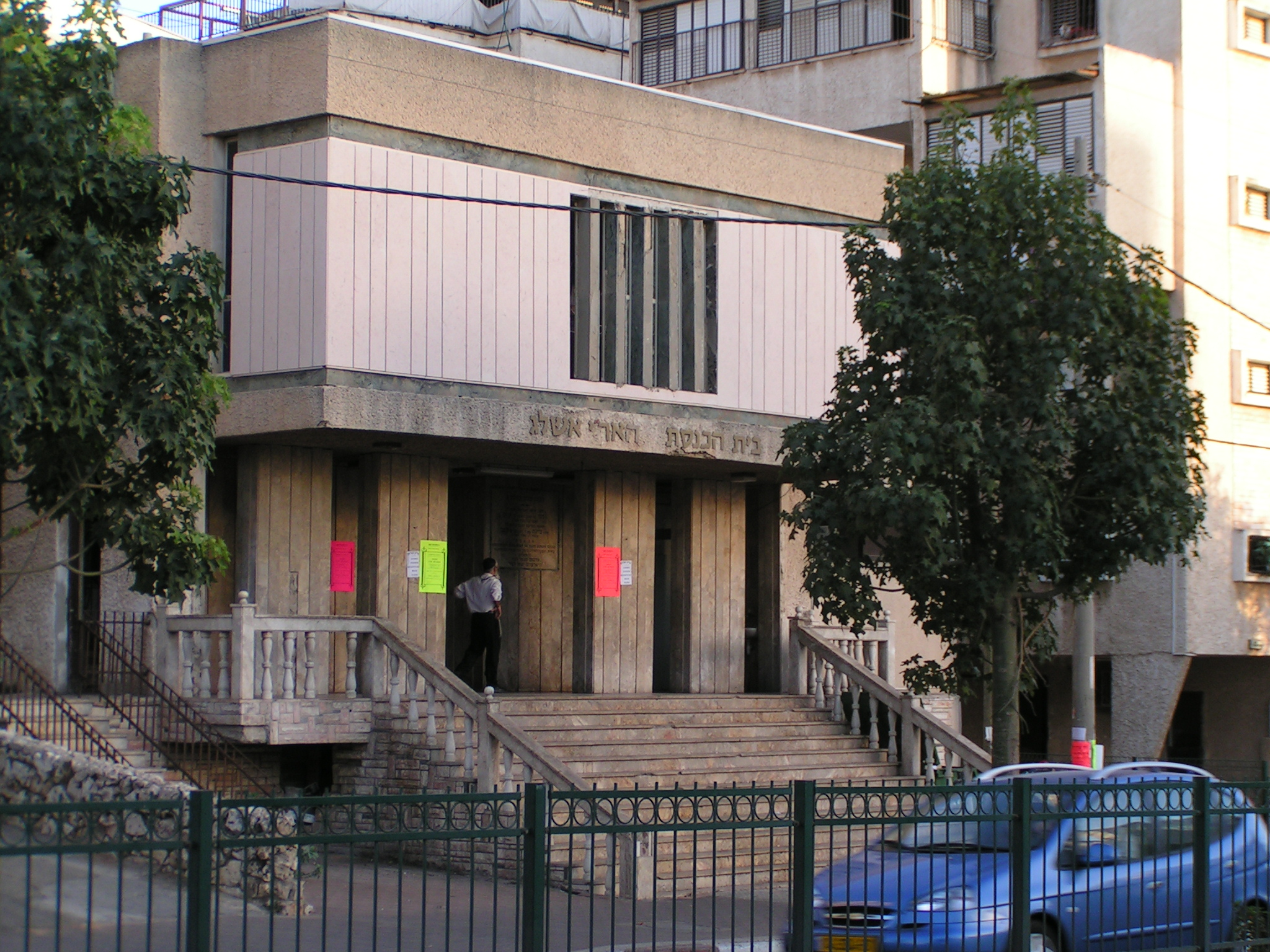
A Sinagoga Ari-Ashlag, onde Ashlag deu suas aulas.

Após seu retorno a Israel, Rabash continuou estudando e ensinando e não queria tornar-se conhecido publicamente como um Cabalista; portanto, assim como seu pai, ele recusou qualquer oferta de mensagens oficiais. Após o final da década de 1960, ele mudou de rumo e começou a ensinar a Cabalá em círculos mais amplos. Ele viajaria para onde houvesse mesmo a menor demanda para ouvir sobre a Cabalá. Entre as cidades que frequentou estavam Hebrom, Tiberíades e Jerusalém. Em 1976, ele expandiu seu seminário, e sua humilde casa em Bnei Brak se tornou uma sinagoga espaçosa . Ele próprio se mudou para o segundo andar do prédio, ocasionalmente viajava para Tiberíades para fins de reclusão.
Em 1983, cerca de quarenta novos talmidim se juntaram ao grupo de Cabalistas que vinham recebendo os ensinamentos até aquele ponto. Para ajudá-los a se adaptar ao grupo com mais facilidade e rapidez, ele começou a compor ensaios descrevendo a evolução espiritual de um indivíduo e os fundamentos do trabalho em um grupo de cabalistas. De 1984 até o seu último dia em 1991, ele escreveria um artigo semanal e o daria aos seus discípulos. Com o tempo, seus discípulos coletaram os ensaios que ele havia escrito e os publicaram em uma publicação de cinco volumes conhecida como  Shlavey ha Sulam ("Degraus [da] Escada").  Rav Baruch Shalom HaLevi Ashlag morreu em 13 de setembro de 1991 (Jornal Hamodia, um informe sobre o falecimento do Rabash, 15 de setembro de 1991). Ele foi enterrado em Har HaMenuchot.

## Publicações
O envolvimento primário de Rabash foi a interpretação e expansão das composições de seu pai (Baal HaSulam). Os ensaios do Rabash são uma leitura muito mais fácil do que composições de cabalistas anteriores, uma vez que eles são escritos em uma linguagem simples. Baruch Ashlag dedicou a maior parte de seus esforços à elaboração do caminho espiritual de um indivíduo, desde os primeiros passos, quando se pergunta: "Qual é o sentido da minha vida?" a subir para a revelação da realidade espiritual.
Seus discípulos testificam que "o Rabash acreditava que qualquer pessoa, homem ou mulher, e até mesmo o filho mais novo, pode estudar a interioridade da Torá, se eles desejam apenas completar a correção de suas almas".

### Suas principais publicações
- Shamati ("Eu Ouvi"): Este é o caderno pessoal do Rabash, onde ele escreveu o que ouviu de seu pai durante todo o tempo em que estudava com ele. A singularidade do livro está em seu conteúdo e na linguagem (conversacional) em que está escrito. O livro contém ensaios que descrevem os estados espirituais que se experimentam ao longo do caminho espiritual. Esses ensaios são a única documentação que temos das conversas que o autor do comentário de Sulam teve com seus discípulos.

O título do livro vem da escrita que apareceu na capa do caderno em que foi escrito, onde o próprio Rabash escreveu: "Shamati" (Eu Ouvi). A partir da segunda edição, o livro também contém "As Melodias do Mundo Superior", notas musicais de 15 das melodias Baal HaSulam e Rabash compostas.
- Igrot Rabash ("Cartas [do] Rabash"): Estas são cartas que Baruch Ashlag enviou a seus discípulos enquanto ele estava no exterior. Em suas cartas, o Rabash responde às perguntas de seus discípulos sobre seu caminho espiritual e progresso, indica o significado espiritual das festas judaicas de acordo com a Cabala, e aborda muitas outras questões.[25]
- Dargot ha Sulam ("Passos [da] escada"): Esta é uma publicação de dois volumes contendo principalmente enunciados e notas que o Rabino Baruch Ashlag escreveu no curso de sua vida. Estes foram escritos principalmente como rascunhos em pedaços de papel e serviram como manchetes, rascunhos de ensaios e respostas que ele escreveu para seus discípulos. Este livro pode ensinar muito sobre o estado de espírito e pensamentos do Rabash, e continua os ensaios no livro Shamati.[26]
- Shlavey ha Sulam ("Degraus da Escada"): Uma composição abrangente de cinco volumes contendo todos os ensaios de Rabash entre 1984 e 1991. Nesta publicação, Ashlag explica em detalhes sua doutrina cabalística, começando com o trabalho do homem em um grupo, que é um elemento fundamental neste ensino, através de uma interpretação cabalística de a Torá (Pentateuco) como uma alegoria ao caminho espiritual de uma pessoa em nosso mundo.[27]

## Doutrina social
O Baal HaSulam afirmou que um ser humano é um ser social e que não se pode existir sem uma sociedade que satisfaça as necessidades básicas e projeta seus valores em seus membros. Como seu pai antes dele, o Rabash acreditava que um indivíduo é constantemente afetado pelo ambiente em que se encontra. A partir do momento em que uma pessoa entra em uma determinada sociedade, ele não tem mais liberdade de escolha e está completamente subordinado à sua influência. Segundo Ashlag, a única opção é a escolha do ambiente que projetará os valores que se deseja adotar.
Rabash passou muitos anos formulando os fundamentos da construção de uma sociedade cooperativa que se esforça para alcançar a espiritualidade, a maneira como os Cabalistas a viam ao longo das gerações: alcançar o amor de Deus por meio do primeiro amor ao homem. Por essa razão, a maior parte dos ensaios de Rabash é dedicada à explicação e simplificação dos princípios do trabalho espiritual de um indivíduo dentro de tal sociedade. O verdadeiro trabalho espiritual é revelado através do estudo e de um processo de transformação interna. Portanto, o ensinamento não pode ser entendido simplesmente intelectualmente e depende dos processos internos que o discípulo experimenta.

## Abordagem correta para estudar
Rabash afirmou que dois elementos são imperativos para o caminho espiritual de cada um. Em primeiro lugar, é preciso encontrar um ambiente que promova um ambiente tão seguro e tão rapidamente quanto possível em direção à "equivalência de forma" com o Criador. Em seguida, é preciso saber como abordar o estudo da Cabalá corretamente, para que não se perca tempo.
Uma vez que tenhamos explicado o primeiro elemento no item anterior, vamos agora explicar o segundo: os cabalistas ao longo das gerações acreditavam que durante o estudo, uma Luz brilha na alma de uma pessoa, uma "Luz Circundante". Para receber essa Luz dentro da alma, basta desejar que a Luz penetre na alma. Em outras palavras, é preciso experimentar os estados que o cabalista que escreveu o livro está descrevendo. No entanto, este é um processo complexo, que requer tempo e esforço considerável por parte do estudante, uma vez que se deve alcançar um estado de "oração", ou seja, formular um desejo completo de descobrir a Realidade Superior. A ênfase em seus ensinamentos não está na compreensão do material, mas no desejo do indivíduo. A partir do momento em que uma pessoa adquire uma medida completa do desejo de alcançar a espiritualidade, o mundo espiritual se abre e descobre-se os Mundos Superiores descritos pelo autor.

Em "Shamati", ensaio 209, ele menciona três condições para alcançar a oração "genuína", um "desejo" completo pela espiritualidade.: 

## Sucessores
Após a sua morte, vários dos seus discípulos continuaram a estudar de acordo com o seu método: Rabino Avraham Mordecai Gottlieb, Dzerke Rebbe; Rabino Aharon Brizel, que atualmente ensina uma versão hassídica desse método em Nova York; bem como o rabino Feivel Okowita, que dirige o Kabbalah Institute of America. Michael Laitman, assistente pessoal do Rabash, dirige o Bnei Baruch, uma organização que tem sede em Petach Tikva, Israel e se dedica a disseminar a sabedoria da Cabala para o mundo.